# Francisco Abellán
Pour les articles homonymes, voir Abellán.
Francisco Abellán Cámara est un footballeur espagnol, né le 19 janvier 1965 à Beniel dans la région de Murcie. Il évolue au poste de gardien de but du milieu des années 1980 au milieu des années 1990. Il a notamment joué au FC Barcelone.

## Biographie
Formé au Vista Alegre de Murcie, Abellán rejoint en 1981 à l'âge de 16 ans La Masia, le centre de formation du FC Barcelone. Il joue deux saisons avec les juniors, puis il joue avec le FC Barcelone C en troisième division. Lors de la première saison, l'équipe monte en Segunda División B.
Lors de la saison 1984-1985 (2e journée), il débute en première division grâce à la grève des footballeurs professionnels espagnols qui oblige les clubs à faire appel à leurs équipes filiales. Le Barça l'emporte 4 à 0 sur le Real Saragosse. Barcelone remporte le titre en fin de saison.
Après ce bref passage par la première division (le seul de sa carrière), Abellán continue à joue avec le FC Barcelone C. Lors de la saison 1987-1988, il intègre le FC Barcelone B qui joue en deuxième division. Il joue au Barça B jusqu'en 1989.
En 1989, Abellán est transféré au Real Murcie où il reste jusqu'en 1994. Avec Murcie, il joue quatre saisons en deuxième division et une en Segunda división B.
En 1994, il rejoint l'Hércules d'Alicante qui joue en deuxième division. Il est titulaire lors de sa première saison. Il met un terme à sa carrière en 1996.

## Palmarès
Avec le FC Barcelone :
- Champion d'Espagne en 1985

Avec l'Hércules d'Alicante :
- Champion d'Espagne D2 en 1996